# 9727 Skrutskie
9727 Skrutskie è un asteroide della fascia principale. Scoperto nel 1981, presenta un'orbita caratterizzata da un semiasse maggiore pari a 2,8878938 UA e da un'eccentricità di 0,0724017, inclinata di 2,35426° rispetto all'eclittica.